# Fedor Jagor

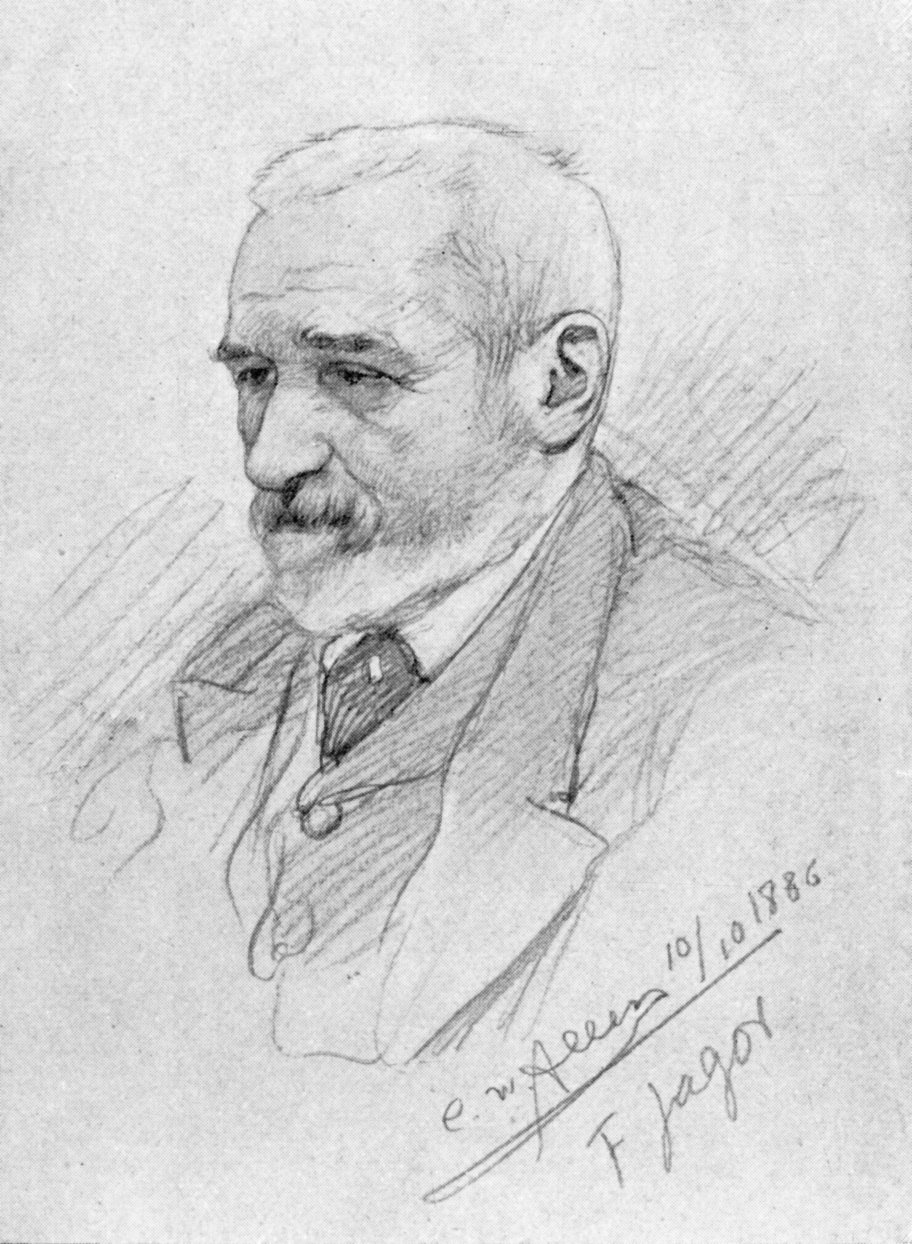
Fedor Jagor, gezeichnet von Christian Wilhelm Allers, 1886

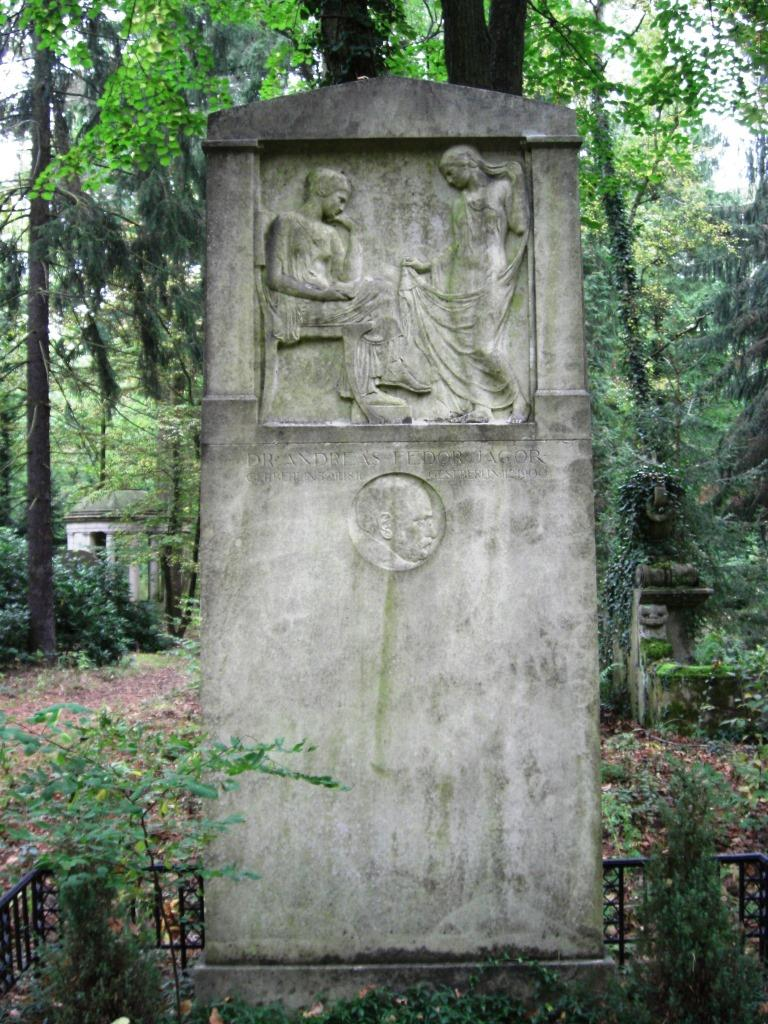
Grab von Fedor Jagor auf dem Südwestkirchhof in Stahnsdorf

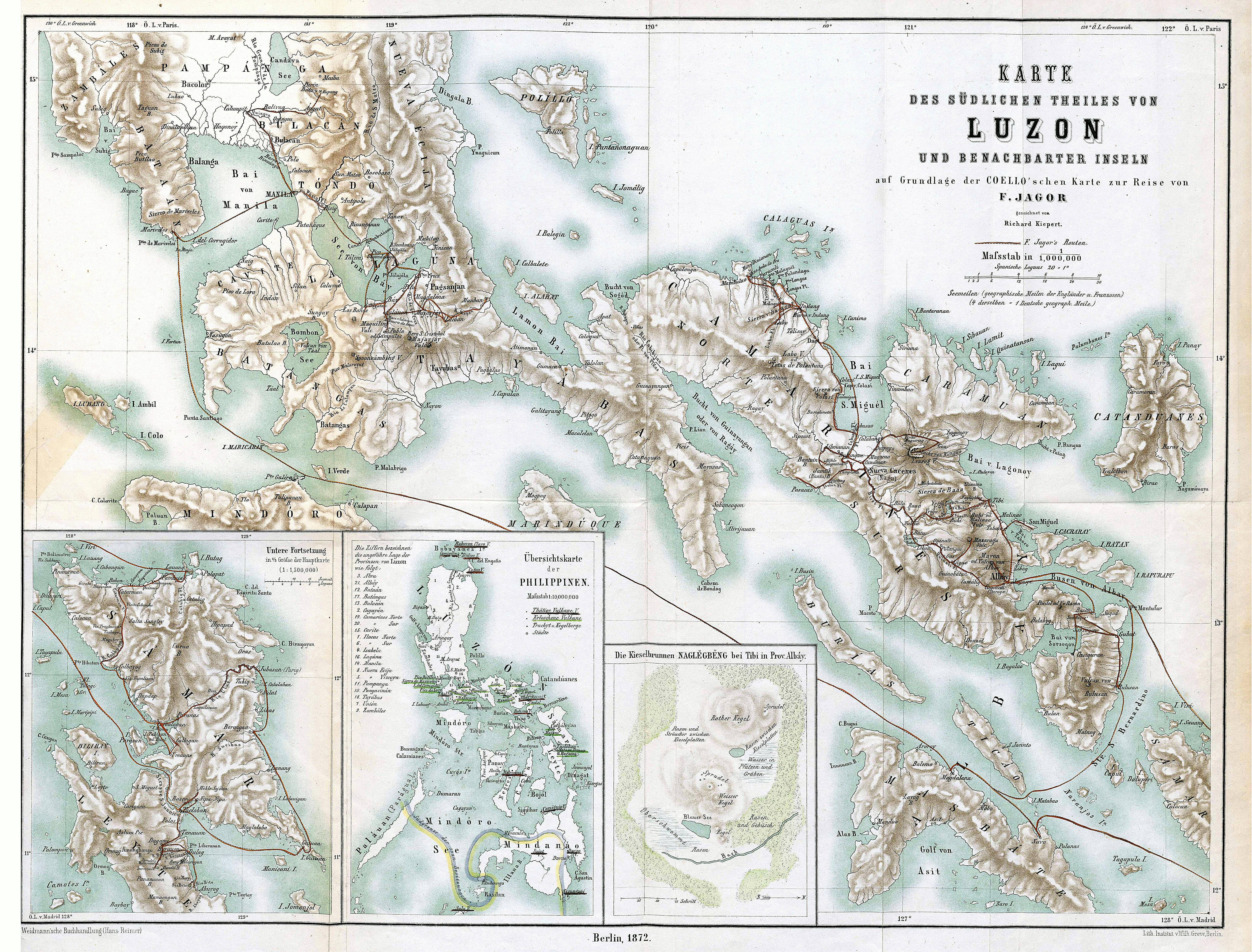
Fedor Jagors Reisen auf einer Karte der Philippinen, 1872, aus Jagors Reisen in den Philippinen (1873)

Andreas Fedor Jagor (* 30. November 1816 in Berlin; † 11. Februar 1900 ebenda) war ein deutscher Forschungsreisender und Ethnograph.

## Leben und Wirken
Fedor Jagor beschäftigte sich, angeregt durch einen Besuch in Paris, mit Ethnographie. Im Auftrag der Berliner Museen bereiste er Süd- und Südostasien. Von 1859 bis 1861 war er auf den Philippinen, in Indien, Ostasien und der Südsee. Auf der Insel Java und im Malaiischen Archipel hielt er sich von 1873 bis 1876 sowie von 1890 bis 1893 auf.
Ab 1869 war Jagor Mitglied der Berliner Gesellschaft für Anthropologie, Ethnologie und Urgeschichte. 1879 wurde er Mitglied der Leopoldina. Jagor führte einen umfangreichen Briefwechsel mit Rudolf Virchow und hielt seine Reiseerlebnisse und Beobachtungen in mehreren Büchern fest.
Fedor Jagor starb 1900 im Alter von 83 Jahren in Berlin und wurde auf dem Alten St.-Matthäus-Kirchhof in Schöneberg beigesetzt. Im Zuge der von den Nationalsozialisten 1938/1939 durchgeführten Einebnungen auf dem Friedhof wurden Jagors sterbliche Überreste auf den Südwestkirchhof Stahnsdorf bei Berlin  umgebettet. Dort steht auch das von Constantin Starck geschaffene Grabdenkmal.
Seine ethnographischen Sammlungen, inklusive 700 Fotografien auf Papiernegativen, vermachte er dem Museum für Völkerkunde in Berlin. Sein Vermögen und seine Kunstsammlung schenkte er der Stadt Berlin. Seine Grabstätte mit einem von Constantin Starck geschaffenen Grabdenkmal befindet sich nach Umbettung auf dem Südwestkirchhof Stahnsdorf.

## Schriften (Auswahl)
- Singapore, Malacca, Java. Reiseskizzen. Springer, Berlin 1866 (Digitalisat in der Google-Buchsuche).
- Reisen in den Philippinen. Weidmann, Berlin 1873 (Digitalisat in der Google-Buchsuche).
- Ostindisches Handwerk und Gewerbe mit Rücksicht auf den europäischen Arbeitsmarkt. Springer, Berlin 1878.
- Aus Fedor Jagor’s Nachlass. Hrsg. von der Berliner Gesellschaft für Anthropologie, Ethnologie und Urgeschichte unter Leitung von Albert Grünwedel. I. Band: Südindische Volksstämme. Reimer, Berlin 1914 (mehr nicht erschienen).